# 大川興業
大川興業株式会社（おおかわこうぎょう）は、日本のお笑い・演劇グループ及び芸能事務所。大川豊が創設者で、代表取締役社長を務める。
大川豊がお笑い・演劇グループとして1983年に結成、活動を開始し、主にナンセンス・風刺系演劇を行っている。芸能事務所としては、1985年に前述のグループのマネジメントを目的に設立された。
本項では、区別が必要な場合は前者を「集団」、後者を「事務所」と表現する。

## 沿革

### 結成
大川豊が明治大学在学中の1983年に、学ランパフォーマンスサークル『大川興業』を結成。
1970年代後半に流行った漫画『嗚呼!!花の応援団』(双葉社の『週刊漫画アクション』に連載され映画化もされた。)をパクった芸風で、在学中からセミプロの芸人集団としてテレビなど各方面で活動。出演した番組には、『テレビに出たいやつみんな来い!!』（日本テレビ）などがある。角刈り頭に斜めのサングラスという出で立ちの大川を中心に、バンカラの応援団風パフォーマンスを展開し話題になる。この時代の代表作に、「花火三連発」「アフリカどん!」「オカマ虫パート1」「中近東の踊り」「アルプス広場の踊り」などがある。
大学生時代の大川は就職活動においてサントリーや山一證券な153社受けたものの、全不採用だったため、大川興業株式会社を設立し、自分で自分に内定を出した。当初の本店所在地は東京都板橋区常盤台、資本金は100万円（1989年に200万円に増資）であった。
明治大学の同窓生が次々と就職しメンバーから脱退すると同時に、慶應義塾大学・法政大学・日本大学などからメンバーが加入。学生サークルから徐々にプロ化していく。
『ミッドナイトin六本木』（テレビ朝日）でアダルトビデオ紹介のコーナーを担当し、毎週パフォーマンスを披露し徐々に知名度を上げる。
この時代の代表作に「ふきのとうの踊り」「愛国党赤尾敏総裁に捧げる歌」などがある。

### 太田プロ時代
1985年後半より太田プロダクションに所属し、『鶴ちゃんのプッツン5』（日本テレビ）、『鶴ちゃんのおもいっきりポコポコ』（テレビ朝日）、『夕やけニャンニャン』（フジテレビ）、『花王名人劇場』（関西テレビ）、『冗談画報』（フジテレビ）、連続ドラマ『親にはナイショで…』 (TBS)、『ズームイン!!朝!』（日本テレビ）の生CM、『ヤンヤン歌うスタジオ』（テレビ東京）、『24時間テレビ 「愛は地球を救う」』（日本テレビ）『痛快なりゆき番組 風雲!たけし城』(TBS)、『新・花の聖カトレア学園』（テレビ東京）など数々の番組に出演。同時期の太田プロ新人芸人としてダチョウ倶楽部やおきゃんぴー、ペコちゃん（コンビ）がおり、合同でお笑いライブ活動も行っていた。
漫画『魁!!男塾』（宮下あきら作）に登場する「直進行軍」を、漫画より先に『プッツン5』の「南南西に進路をとれ」コーナーとして行っていた。北海道の札幌時計台から日本テレビまで直進するという内容。結局たどり着けず。
フライデー襲撃事件によるビートたけし及びたけし軍団の謹慎中は、山田邦子司会の『スーパージョッキー』（日本テレビ）に出演し、毎週ダチョウ倶楽部と熱湯風呂対決を行っていた。
東芝EMIからシングルレコード「童貞あずけます」（作詞・秋元康、作曲・見岳章）をリリースするが、まったく売れなかった。ちなみにB面は学習研究社のBOMB編集部が当時売り出し中だった田中美奈子の「グループ交際のすすめ」だった（大川興業もコーラス参加）。
同じ頃、スキー用品のアルペンや、ライターメーカー・東海の使い捨てカイロ「ホットマン」、ランドセルメーカー・神田屋鞄製作所の「カルちゃんランドセル」などのCMにも出演していた。
亀戸駅ビルエルナードでは、岡安由美子率いる秘密結社Gと一緒に定期的なイベントに出演していた。この時代に「ウィーン伝導こけし合唱団」のネタが生まれた。

### 独立
その後太田プロから独立し、1988年頃から次第にテレビから舞台を中心とした劇団的な活動に移行していく。この同時期に大川以外メンバーが脱退し、オーディションで江頭2:50、寺田体育の日らが入団した。
なお、独立に際しては「爆笑問題と違い、筋を通して円満に辞めている」と大川は語っている。しかし過激なネタが多いため活動の場が限定されジリ貧状態になり、その不平を大川が周囲に漏らしており、それを聞いていた松村邦洋が「活動を続ける場が見つかった」とラジオ番組『MAKOTOのサイキック青年団』を大川に紹介する。関西でのイベント告知も兼ねてゲスト出演し、大川興業の持ちネタと同番組の聴取者層が合致、これをきっかけに活動の場を関西方面にも広げ、徐々に認知度も定着する。
1990年の商法改正により、株式会社の最低資本金が1000万円と定められたため、1996年3月31日付で会社解散の危機に陥ったが、この直前に構成員 (大部分は江頭2:50の出資)により800万円の増資が行われ、会社存続を果たした。
1994年10月、埼玉県新座市の新座サティでの公演中、木登りのパフォーマンスを行っていたメンバーのピグモン勝田が転落する事故が発生。大川はマスコミに対し「皆さん、勝田の無事を祈ってください!」と涙ながらに土下座し訴えたが、直ぐに「…こんなのは総裁ではない!」と涙を拭った。大川の願いは叶わず、勝田は公演翌日の早朝に息を引き取った。事故直後に予定されていた舞台公演が中止になりかけたが、勝田の父親と高田文夫の「舞台が一番の供養になる」との助言により、舞台公演は行われることとなった。
1992年ごろから、若手お笑い芸人の登竜門としてライブ「すっとこどっこい」を開催し、現在も続けている。ダンディ坂野や、日本初の身体障害者お笑い芸人と言われるホーキング青山らが初舞台を踏んでいる。このライブには一時期東京ダイナマイトもレギュラー出演していた。1997年には、本社を港区三田に移転登記している。
2001年、自由民主党総裁選をまねて、初の大川興業総裁選を実施したところ、江頭2:50が総裁に選ばれてしまうという珍事がおこった。社長職はそのまま大川豊が継続。その後の話で、実は、江頭は「組織票」を持っており、新人に指示してあちこちのネットカフェに行かせて投票させていたことが判明した（大川談）。以後、大川が代表取締役であることと区別するため、社名を「大川豊興業株式会社」に変更。5年後の2006年9月、自民党総裁選より一足早く、第2回大川興業総裁選が実施され、大川が再び総裁に返り咲いた。
過去に、大川本人は軽自動車税を支払うことができず、板橋区に差し押さえされたことがあるなど、大川や（集団）大川興業にはこういった金欠エピソードが多数あるが、実はイメージ作りのための一種のパフォーマンスではないかという見方が根強く存在する。
2003年より東京・下北沢スズナリにて、90分の間ほぼ暗闇の中で繰り広げられる大川作・演出の芝居で世界初の「暗闇演劇」である『Show The Black』『Show The Black II』を上演。初期の活動から、（集団は）ナンセンスパフォーマンスユニットというイメージを色濃く持たれがちであるが、笑いをベースにしながらも実に重くシリアスなテーマを取り扱っている。
事務所としては1990年代後半の男同志・松本ハウス活動休止以降、江頭2:50が最も著名で稼ぎ頭の所属芸人となっており、2000年代までは著名なテレビ番組・CMの両方に起用される芸人は江頭のみであった。2010年代に入ると阿曽山大噴火のテレビ・ラジオ番組出演本数が急増している。なお、江頭は自身の活動の中心がYouTubeに移った2020年9月末に退所している。

## 在籍者
ここで記載する総裁などの肩書きは集団としてのもので、（事務所の）法人としての役職とは異なる。

### 構成員
- 大川豊（現総裁[初代、三代]）
- 寺田体育の日（副総裁）

### 準構成員
- 阿曽山大噴火
- 鉄板■魔太郎
- 玉置ピンチ(元ミヨポン!)
- 銀河と牛（ジョニー、牛越）
- 荒河侑介
- 俺はゴミじゃない
- 秀磨&拓真
- 仁井智也
- 烏天狗（竹山優介、平林誉規）
- 倉元幸二

## 元構成員
- 男同志
  - 江頭2:50（前総裁[二代]）
  - コンタキンテ
- 松本ハウス
  - 松本キック
  - ハウス加賀谷
- ふうりんかざん
  - フランキー為谷
- トーキング
  - ピグモン勝田（1994年、大川興業公演中に事故死。29歳没）
- 俺のバカ
  - プチ鹿島
  - バカ野坂
- ペイパービュウ
  - 三平×2
  - 見た目が邦彦
- 名刀長塚
- 足立区立OKO
- チャンス大城
- 渋谷道玄坂
- 正座一筋
- 松永良一（元平和島競艇場実況アナウンサー）
- プリオ
  - 大島勝美
  - 坂本誠一
- 川崎優（元・店頭公開）
- 三好宏明（元ミヨポン）
- 柴田GOZO

### 太田プロ時代 (1985 - 1988) の構成員
- 山川宏（まるぞこフラスコ）S40.11.12 AB型　慶應義塾大学理工学部在籍（当時）。当時は副総裁であった。ベトナムに移住。
- 山田隆明（左門豊作）S39.5.20 A型　帝京高校出身。某大学在籍（当時）。
- 加富直人（加富鶴亀テング）S41.1.20 B型　法政大学社会学部在籍（当時）。坊主頭の風貌で、パフォーマンス中も正座のまま。
- 中山晴雅（あぶらむし）S41.4.23 B型 日本大学法学部在籍（当時）。令和7年現在、不動産投資と古物商をしながら横須賀を中心に替え歌漫談家として活動中。ギタリスト。在籍時に実父がフジテレビの家族対抗歌合戦に出演している。
- 山内守（鰻家小太郎）S35.6.23 O型　ガラス屋。後にハングライダーのインストラクターとなる。
- 山内康治（山内コージ）S38.2.27 B型　漫画家。離脱後ジーコ内山の名前で俳優、さそり監督の名前で映画監督。
- 北野恒安（ホツテントット）S37.9.24 AB型 明治大学政経学部在籍（当時）。卒業後ぴあに就職。
- 片岡信好（東洋片岡）S41.1.21 A型　東洋大学　辞めてスーパーの従業員

明治大学学生サークルからの延長線上のメンバー構成となっている。当時同じ事務所だったたけし軍団に倣い大川総裁が上記のような芸名をつけたが定着せず、実質本名での活動であった。
寺田体育の日はこの時代にメンバー入りしている。

### 離脱時期不明
- MANZAI-C（西野健一、森光司）
- 藤井モウ